# Flagi powiatów w województwie opolskim
Flagi powiatów w województwie opolskim – lista symboli powiatowych w postaci flagi, obowiązujących w województwie opolskim.

Flaga województwa opolskiego

Zgodnie z definicją, flaga to płat tkaniny określonego kształtu, barwy i znaczenia, przymocowywany do drzewca lub masztu. Może on również zawierać herb lub godło danej jednostki administracyjnej. W Polsce jednostki terytorialne (rady gmin, miast i powiatów) mogą ustanawiać flagi zgodnie z „Ustawą z dnia 21 grudnia 1978 o odznakach i mundurach”. W pierwotnej wersji pozwalała ona jednostkom terytorialnym jedynie na ustanawianie herbów. Dopiero „Ustawa z dnia 29 grudnia 1998 o zmianie niektórych ustaw w związku z wdrożeniem reformy ustrojowej państwa” oficjalnie potwierdziła prawo województw, powiatów i gmin do ustanawiania tego symbolu jednostki terytorialnej. Z tej zmiany skorzystały powiaty, przywrócone w 1999.
W 2025 w województwie opolskim swoją flagę miało 9 z 11 powiatów (flagi nie miały powiaty: głubczycki i krapkowicki – unieważniona uchwała) oraz miasto na prawach powiatu (Opole). Symbol ten, w 2004, ustanowiło samo województwo.

## Lista obowiązujących flag powiatowych

### Miasta na prawach powiatu
| Powiat       | Wzór | Opis |
| ------------ | ---- | --- |
| Miasto Opole |      | Flaga miasta pojawia się w źródłach już w XIX wieku, do statutu została wpisana w 1996. Jest to prostokątny płat tkaniny, podzielony na dwa poziome pasy równej szerokości: złoty i niebieski. Może zawierać herb miasta. |

### Powiaty
| Powiat                         | Wzór | Opis |
| ------------------------------ | ---- | --- |
| Powiat brzeski                 |      | Pierwsza wersja flagi powiatu, autorstwa Pawła Kozerskiego, została ustanowiona w 2001, obecna, autorstwa Kamila Wójcikowskiego i Roberta Fidury, została ustanowiona uchwałą nr XIII/127/20 z 23 kwietnia 2020. Jest to prostokątny płat tkaniny o proporcjach 5:8 koloru żółtego, z którego lewej strony umieszczono godło z herbu powiatu. |
| Powiat kędzierzyńsko-kozielski |      | Pierwsza wersja flagi powiatu została ustanowiona w 2004, obecna została ustanowiona uchwałą nr XXXII/273/2017 z 26 września 2017. Jest to prostokątny płat tkaniny o proporcjach 5:8, podzielony na dwa równe poziome pasy: żółty i niebieski. Z lewej strony płata umieszczono godło z herbu powiatu. |
| Powiat kluczborski             |      | Flaga powiatu, autorstwa Michała Marciniaka-Kożuchowskiego, została ustanowiona uchwałą nr XVI/102/2000 z 21 marca 2000. Ma dwie wersje – terytorialną (prostokątny płat tkaniny o proporcjach 5:8, podzielony na trzy równe poziome pasy: żółty, czerwony i biały) oraz urzędową (prostokątny płat tkaniny o proporcjach 5:8, podzielony na trzy poziome pasy: żółty, czerwony i biały w stosunku 1:6:1, z herbem powiatu z lewej strony płata). |
| Powiat namysłowski             |      | Pierwsza wersja flagi powiatu została ustanowiona 28 maja 2002, obecna, autorstwa Michała Marciniaka-Kożuchowskiego, została ustanowiona uchwałą nr XVIII/181/2008 z 25 czerwca 2008. Jest to prostokątny płat tkaniny o proporcjach 5:8, podzielony na trzy poziome pasy: szerszy zielony, złoty i czerwony. Na górnym pasie może znajdować się herb powiatu.                                                                                    |
| Powiat nyski                   |      | Flaga powiatu została ustanowiona uchwałą nr XI/76/99 z 31 sierpnia 1999. Ma dwie wersje – terytorialną (prostokątny płat tkaniny o proporcjach 5:8, podzielony na trzy równe pionowe pasy: złoty, czerwony i srebrny) oraz urzędową (prostokątny płat tkaniny o proporcjach 5:8, podzielony na dwa pionowe pasy: czerwony i złoty w stosunku 1:2, z herbem powiatu między pasami).                                                               |
| Powiat oleski                  |      | Flaga powiatu to prostokątny płat tkaniny o proporcjach 1,5:1, podzielony na trzy pionowe pasy: dwa niebieskie i żółty w stosunku 1:2:1. W jego centralnej części umieszczono herb powiatu. |
| Powiat opolski                 |      | Flaga powiatu została ustanowiona uchwałą nr XXXI/257/2002 z 5 września 2002. Jest to prostokątny płat tkaniny o proporcjach 5:8, podzielony na trzy poziome pasy: dwa niebieskie i żółty w stosunku 1:3:1. W jego centralnej części może znajdować się herb powiatu. |
| Powiat prudnicki               |      | Pierwsza wersja flagi powiatu została ustanowiona uchwałą nr XXXVIII/253/05 z 30 listopada 2005, obecna, autorstwa Wojciecha Drelicharza, Zenona Piecha oraz Barbary Widłak, została ustanowiona uchwałą nr XXXIII/224/09 z 29 maja 2009. Jest to prostokątny płat tkaniny o proporcjach 5:8, podzielony na trzy skosy: czerwony, biały i błękitny. W jego centralnej części umieszczono godło z herbu powiatu.                                   |
| Powiat strzelecki              |      | Flaga powiatu została ustanowiona uchwałą nr XX/199/2001 z 31 maja 2001. Jest to prostokątny płat tkaniny o proporcjach 5:8, podzielony na trzy równe pionowe pasy: błękitny, żółty i zielony. W górnej części środkowego pasa umieszczono siedem błękitnych gwiazd, symbolizujących gminy powiatu. |